# 迪尔巴赫
迪尔巴赫（德語：Dierbach，發音：[ˈdiːɐ̯ˌbax]）是德国莱茵兰-普法尔茨州南魏恩施特拉瑟县的市镇，面积5.48平方千米，人口为人。